# Ángel Bossio
Ángel Bosio (Avellaneda, 5 de mayo de 1905 - Banfield, 31 de agosto de 1978) fue un jugador de fútbol argentino, que se desempeñó como arquero. Fue ganador de una medalla de plata en los Juegos Olímpicos de Ámsterdam 1928. Integró también la selección argentina que salió subcampeona mundial en la Copa Mundial de Fútbol de 1930, jugando en tres partidos de la serie clasificatoria. Fue además dos veces campeón de América, en 1927 y 1929. Bosio fue llamado la maravilla elástica.

## Biografía

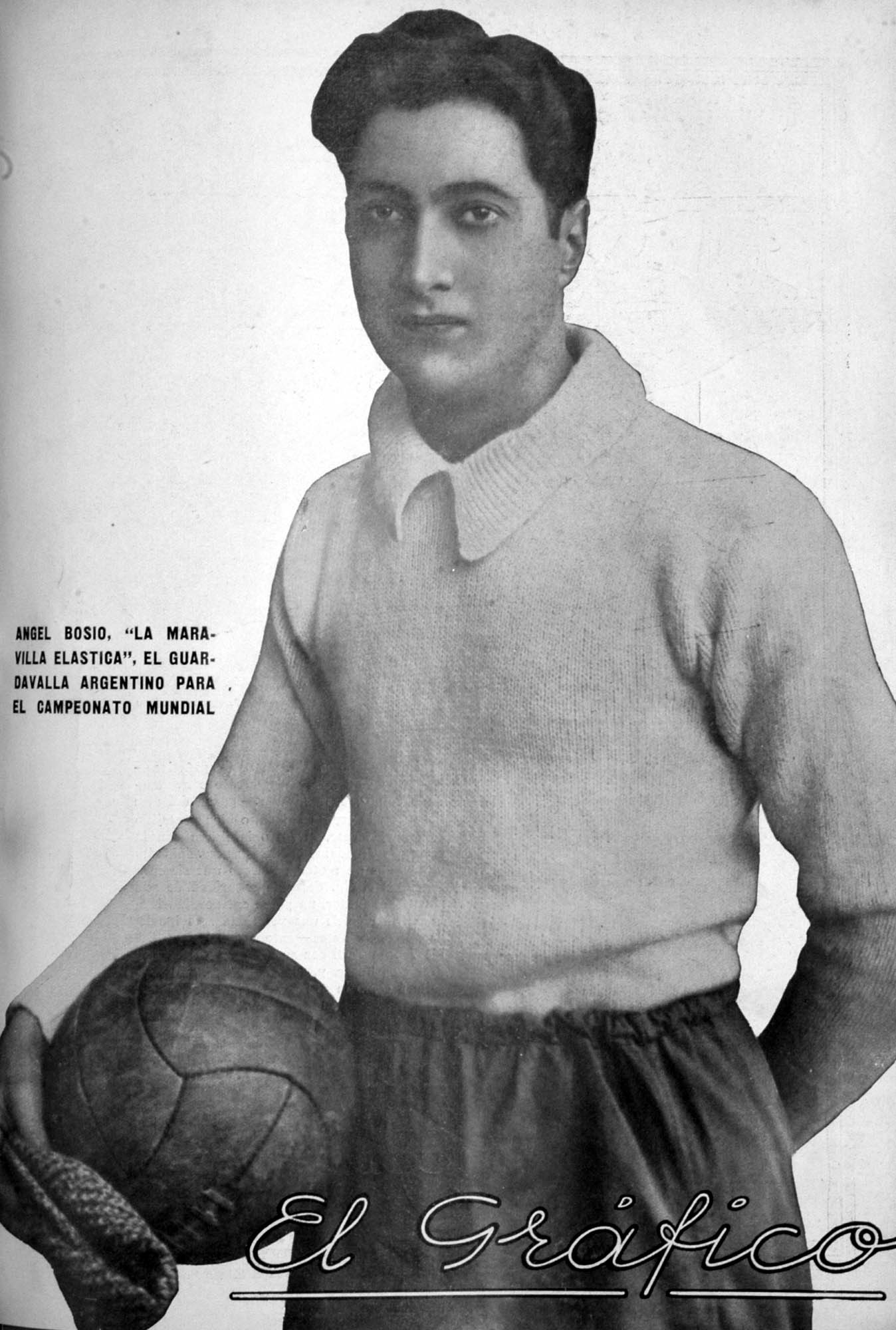
Ángel Bosio en 1930.

Ángel Luis Bossio comenzó a jugar al fútbol en el Club Atlético Talleres de Remedios de Escalada. Bossio integró un equipo histórico de Talleres, con el que el club ascendió a primera división en 1925 y realizó la mejor campaña de su historia en 1930, cuando salió 5º.
Integró la selección argentina entre 1927 y 1935 jugando 21 partidos internacionales, y ganando la medalla de plata en los Juegos Olímpicos de Ámsterdam 1928 y el subcampeonato mundial en la Copa Mundial de Fútbol de 1930.
Salió también dos veces campeón de América en 1927 y 1929.
En 1933, ya en la era del fútbol profesional en Argentina, fue adquirido por River Plate, para el que jugó en las temporadas 1933, 1934 y 1935.

## Medalla de plata en los Juegos Olímpicos de 1928

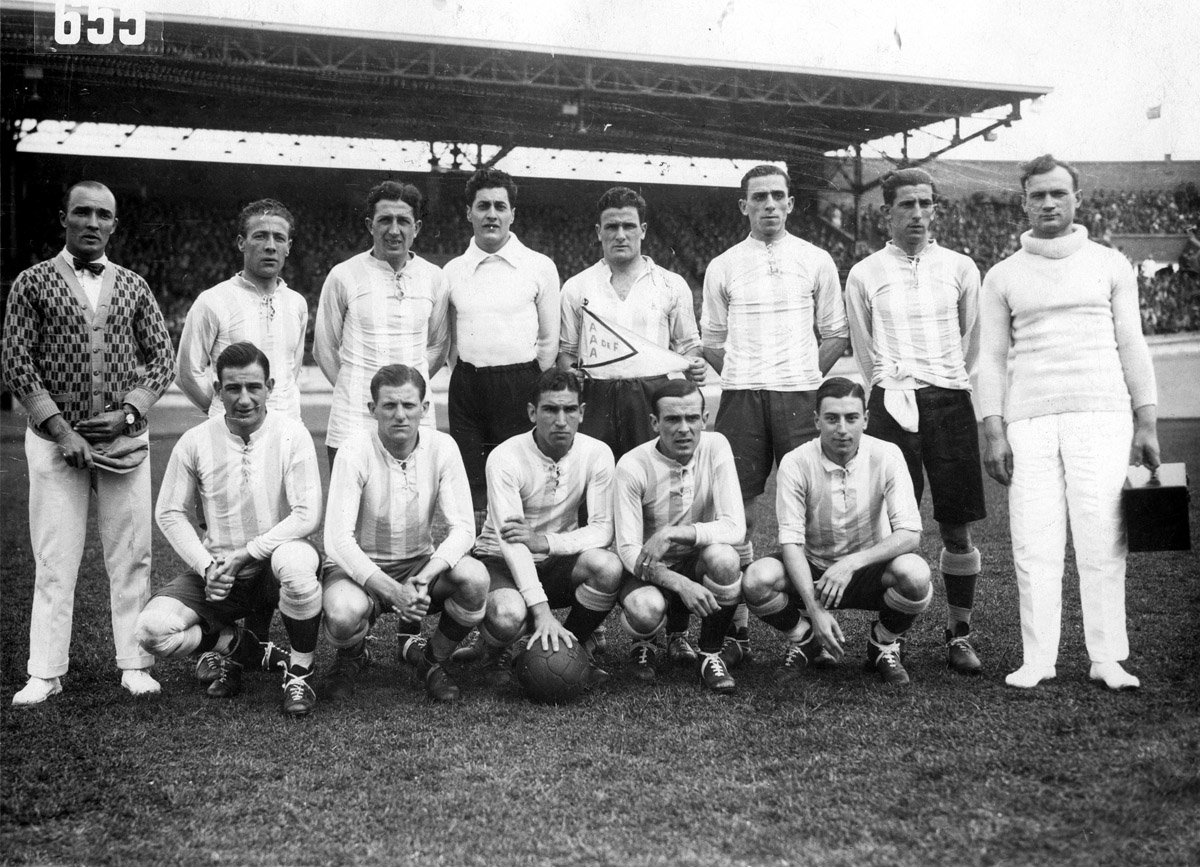
Equipo argentino que obtuvo la medalla de plata en fútbol en 1928.

Ángel Bossio integró como arquero titular el equipo de fútbol que ganó una medalla de plata en los Juegos Olímpicos de Ámsterdam 1928.
El equipo argentino jugó cinco partidos. La formación titular fue (entre paréntesis se indican los partidos jugados por cada uno):
- Arquero: Ángel Bossio (5)
- Defensa: Fernando Paternoster (5), Juan Evaristo (3), Segundo Médici (5) y Ludovico Bidoglio (4);
- Mediocampo: Luis Monti (5);
- Delantera: Roberto Cherro (3), Manuel Ferreira (5), Raimundo Orsi (5), Domingo Tarasconi (5) y Alfredo Carricaberry (5).[3][4]

Los suplentes que jugaron fueron el arquero Octavio Díaz (1), el defensor Rodolfo Orlandini (1), el mediocampista Saúl Calandra (1) y los delanteros Feliciano Perducca (1) y Enrique Gainzarain (1). Los suplentes que no jugaron fueron Alberto Helman, Segundo Luna, Pedro Ochoa, Natalio Perinetti, Luis Weihmuller y Adolfo Zumelzú. El DT fue José Lago Millán.
Se presentaron quince países: Alemania, Argentina, Bélgica, Egipto, España, Estados Unidos, Francia, Holanda, Italia, Luxemburgo, México, Suiza, Turquía, Uruguay y Yugoslavia. Los equipos fueron divididos en cuatro grupos, clasificando sólo el primero. A la Argentina le tocó jugar con Estados Unidos y Bélgica.
El partido con Estados Unidos se jugó el 30 de mayo y fue ganado por Argentina por 11-2, con 4 goles de Tarasconi, 3 de Ferreira, 2 de Cherro y 2 de Orsi. El partido con Bélgica se jugó el 2 de junio y Argentina ganó 6-3, con goles de Tarasconi (4), Ferreira y Orsi. En éste encuentro, Argentina se había puesto en ventaja 3-0 y Bélgica lo empató 3-3 a los 53 minutos, para definirlo los sudamericanos convirtieron tres goles más en los últimos quince minutos.
En semifinales se enfrentaron Argentina-Egipto y Uruguay-Italia. Argentina venció a Egipto el 6 de junio por 6-0, con goles de Tarasconi (3), Ferreira (2) y Cherro (1). Uruguay venció a Italia al día siguiente por 3-2.
Se produjo entonces una final rioplatense, uno de los clásicos más antiguos del mundo, que se jugó  el 10 de junio en el Estadio Olímpico de Ámsterdam. El partido terminó empatado 1-1 con goles en el primer tiempo de Petrone (URU) y en el segundo de Ferreira (ARG), y jugaron 30 minutos más de "alargue", sin goles.
Debió jugarse entonces un partido de desempate el 13 de junio. El primer tiempo terminó empatado 1-1 con goles de Figueroa (URU) y Monti (ARG). En el segundo tiempo, a los 68 minutos, Héctor Scarone, considerado por entonces el mejor jugador del mundo, hizo el gol que terminó dándole la medalla de oro a Uruguay, por segunda vez consecutiva, y la de plata a la Argentina, correspondiéndole la de bronce a Italia.
Tarasconi fue el goleador de los Juegos con 11 goles, récord olímpico nunca superado, en tanto que el segundo lugar en la tabla de goleadores también le correspondió a un argentino, Ferreira, con 6 goles. Dos jugadores argentinos de ese equipo (Monti y Orzi) jugaron luego para la selección de Italia que ganó la Copa Mundial de Fútbol de 1934.

### Participaciones en Copas del Mundo
| Mundial              | Sede    | Resultado  | Partidos | Goles |
| -------------------- | ------- | ---------- | -------- | ----- |
| Copa Mundial de 1930 | Uruguay | Subcampeón | 3        | 0     |